# Mercury Marine
För andra betydelser, se Mercury.

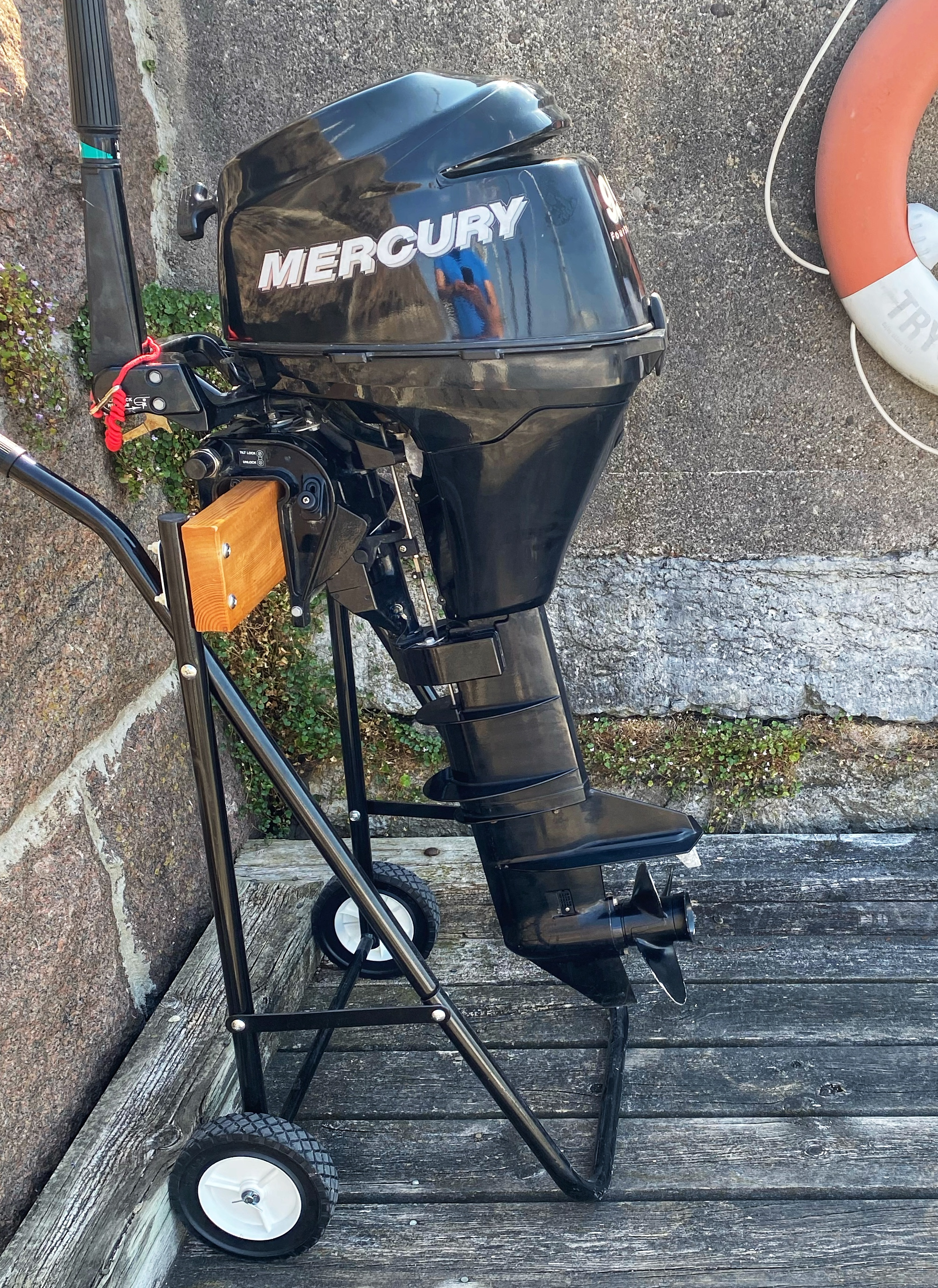
Mercury 9,9 hästkrafter med lång rigg från 2009

Mercury Marine är en amerikansk tillverkare av inombordsmotorer och utombordsmotorer för båtar. Kända varumärken är förutom utombordsmotorn Mercury även Mariner, Mercruiser och Quicksilver. Företaget som grundades 1939 ingår i Brunswick Corporation, som tillverkar bland annat Bayliner-båtar, och har 6 200 anställda över hela världen. Huvudkontoret återfinns i Fond du Lac, Wisconsin, USA.
Kiekhaefer Corporation grundades av Carl Kiekhaefer 1939. 1961 gick företaget ihop med Brunswick Corporation. Carl Kiekhaefer avgick från företaget 1969 och företaget bytte då namn till Mercury Marine. År 1973 togs "Kiekhaefer" bort från motorernas dekaler.
Under Carl Kiekhaefers ledning drevs utvecklingen av utombordsmotorer snabbt framåt och Mercury var först på marknaden med viktiga nyheter som propeller på splines i stället för brytpinne (1952), avgasutsläpp genom propellercentrum (1957), kondensatortändning (Thunderbolt, 1966) vilka alla är standard för i stort sett alla tillverkare idag.
År 1957 introducerades den första raka 6-cylindriga motorn (Mark 75 på 60 hkr). Dessa motorer, som kom att kallas "Tower of Power" symboliserade under främst 1960-talet Mercurys ställning som det företag som byggde de starkaste, mest avancerade utombordarna. 
Några fakta rörande utvecklingen av de mest signifikanta av dessa raka 6-cylindriga motorer:
| Årtal | Modell    | Effekt  | Borrning | Slaglängd | Volym             | Övrigt        |
| ----- | --------- | ------- | -------- | --------- | ----------------- | ------------- |
| 1957  | Mark 75   | 60 hkr  | 2 7/16"  | 2 1/8"    | 973 cc / 59,4 ci  |               |
| 1958  | Mark 78   | 70 hkr  | 2 9/16"  | 2 1/8"    | 1082 cc / 66,0 ci |               |
| 1960  | Merc 800  | 80 hkr  | 2 3/4"   | 2 1/8"    | 1245 cc / 76,0 ci |               |
| 1962  | Merc 1000 | 100 hkr | 2 7/8"   | 2 1/3"    | 1468 cc / 89,6 ci |               |
| 1966  | Merc 1100 | 110 hkr | 2 15/16" | 2 1/3"    | 1532 cc / 93,5 ci |               |
| 1968  | Merc 1250 | 125 hkr | 2 7/8"   | 2 9/16"   | 1636 cc / 99,8 ci |               |
| 1970  | Merc 1350 | 135 hkr | 2 7/8"   | 2 9/16"   | 1636 cc / 99,8 ci | Direct Charge |
| 1972  | Merc 1400 | 140 hkr | 2 7/8"   | 2 9/16"   | 1636 cc / 99,8 ci | Direct Charge |
| 1973  | Merc 1500 | 150 hkr | 2 7/8"   | 2 9/16"   | 1636 cc / 99,8 ci | Direct Charge |

Konceptet med raka 6-cylindriga motorer övergavs 1988 då Mercury 115 hkr var den sista modellen, men återuppstod i och med att Mercurys fyrtakts Veradomotorer introducerades 2004.
Fördelen med raka 6-cylindriga motorer i dessa sammanhang var att de var smala vilket var gynnsamt vid dubbelmotormontage. Konkurrenten OMC byggde sina största motorer (även de med 99,8 CI) som V-4, lägre men bredare. Veradomotorerna är dock inte lika smala som de 6-cylindriga tvåtaktarna främst på grund av att kompressorsystemet plus insugssystemet ökar motorns bredd.
Mercury utvecklade även ett sinnrikt modulsystem för att minimera antalet komponenter som stake, kolv mm. Således var 1970 Mercury 3,9 hkr 1-cyl på 90cc medan Mercury 9,8 hkr var en 2-cyl på 180 cc, samma borr och slag.
Mercury 2-cyl 20 hkr och Mercury 4-cyl 50 hkr delade borr och slag. På liknande sätt hade 2-cyl 35-40 hkr, 4 cyl 80-85 hkr samt 6-cyl 100-150 hkr samma borr och slag under perioder på 1960 och 1970-talen.
Med Veradomotorerna har Mercury drivit modultänkandet ännu ett steg då alla Veradomotorer (2009) har samma borr/slag nämligen 3,23"/3,23". Verado finns som 4-cylindriga motorer i effektnivåerna 130hkr, 150 hkr, 175 hkr samt 200 hkr samt som 6-cylindriga motorer i effektnivåerna 200 hkr, 225 hkr, 250 hkr, 275 hkr samt 300 hkr. Det enda som skiljer förutom antalet cylindrar är kompressorns laddtryck.
Vidare hade Mercury från 1962, då motorerna blev "Phantom Black", till början på 1980-talet en mycket enhetlig design. Alla var svarta, endast färgen på dekalerna skiljde årsmodeller åt. Alla motorer (from 20 hkr) hade en toppkåpa med dold låsning (eller dolda skruvar), ett midjeband med dold låsning samt en sköld fram på motorn som dolde midjebandets låsningar. Skölden frigjordes med en knapp under starthantaget på 20 hkr eller ett vred på de större motorerna. Mycket elegant och kompakt samtidigt som allt kunde friläggas för service och underhåll på ett enkelt sätt. Mercury var även tidiga med att ha helt dold anslutning av gas- och växelreglagekablar.
Från 1964 fick motorerna en enhetlig dekaldesign vilken enkelt beskrivs för midjebandet nedan
- 1964 Svart text med vit inramning på grå bakgrund
- 1965 Gul (guld) text med vit inramning på svart bakgrund
- 1966 Svart text med grå inramning på ljus bakgrund
- 1967 Svart text med vit inramning på grå bakgrund med röd/svart bård
- 1968 Vit text med svar inramning på röd bakgrund med vit/svart/röd bård
- 1969 Vit text med svar inramning på röd bakgrund med vit/svart/röd bård
- 1970 Vit text på svart bakgrund med vit/röd/svart/grå bård. Stort "Kiekhaefer", mindre "Mercury" på skölden.
- 1971 Vit text på svart bakgrund med vit/röd/svart/grå bård. Mindre "Kiekhaefer", större "Mercury" på skölden.
- 1972 Vit text på svart bakgrund med vit/blå/svart/grå bård. Mindre "Kiekhaefer", större "Mercury" på skölden.
- 1973 Vit text på svart bakgrund med vit/blå/svart/grå bård. Mindre "Marine" , större "Mercury" på skölden.

Mercury tillverkar idag (2011) både tvåtaktsmotorer och fyrtaktsmotorer.